# 九七式水中聴音機
九七式水中聴音機（97しきすいちゅうちょおんき）は、大日本帝国海軍が開発した沿岸用の水中聴音機（パッシブ・ソナー）。

## 開発の経緯
日本海軍は第一次世界大戦中に地中海に派遣した第二特務艦隊が現地で見聞したイギリス海軍の水中聴音機の報告を受け､大戦終了後に「C・チューブ」や「K・チューブ」などの外国製の水中聴音機を輸入して防備隊や潜水艦に供給していたが、1928年（昭和3年）頃より国内でも主として潜水艦用の物を対象として基礎的研究を実施するようになり､1933年（昭和8年）にドイツから購入した保式水中聴音機を参考とした九三式水中聴音機が開発された。
この水中聴音機が潜水艦や水上艦艇に装備されはじめた頃､これを重要湾口の海底に沈めて侵入する潜水艦を陸上見張所で聴音しようとする研究が並行して行われるようになった。この研究は水深200mの深さの水圧に耐え、尚且つ感度に変化を生じない捕音器の研究と多数の捕音器群を陸上に導く電線構造の研究の二点に重点を置いて実施され､これらの研究を経て1937年(昭和12年)に完成したのが九七式水中聴音機であり､1938年（昭和13年）から実用された。

## 装置概要
本機は海底に設置されて湾口等を見張る沿岸用水中聴音機であり､その構成は主に､円形に配列された13個の可動線輪型捕音器､音源の方向を測定する聴測器、それらを結ぶ海底電線からなっていた。
聴音方式は円形に配列した各捕音器に音波が到達する際の位相差(時間差)を利用して音源の到来方向を判断する「最大感度方式」を採用しており､500〜2,500ヘルツの周波数範囲で動作し､指向性は5度で兵器自体の雑音および虚聴音がなく、測定法は比較的簡単だったものの音判別はやや困難であり､また2ノット以下の低速潜航潜水艦は聴音は極めて困難だった。設置可能最大深度の異なる1型から3型までの3つの型存在し､各型の最大設置深度は1型：80m、2型：150m、3型：250mとなっていた。
捕音器
捕音器(マイクロフォン)は水中の到来音波を捉えて電気信号に変換する装置であり､研究を始めた当初は捕音器内に設けた油槽により内外圧力を自動的に平衡させるようなものが試作されたが、沈設する際に傾いて油が飛び出すなどの欠点があり成功せず、後に九三式水中聴音機の可動線輪型捕音器の径を縮小して耐水圧強度を増大したものを採用してこれを解決した。九七式水中聴音機ではこの可動線輪型捕音器13個を直径5メートル、高さ3mの架台に直径3mの円形に配列して海底に沈め、各捕音器は架台中央の防水接続筐を介して海底電線と接続された。
海底電線
陸上と捕音器とをつなぐ電線は、各捕音器用導線の配列を適当にして、紙絶縁で相互の誘導と導体損失を減少した鉄線鎧装電線を古河電線株式会社の協力により開発した。この電線は直径70mm､心線数30心、敷設可能電線長は20,000mで､一端は捕音器装備架台の防水接続筐を介して捕音器と接続され､もう一端は陸上へと導かれて屋内接続筐に接続されて捕音器と聴測器とをつないだ。電線の製造は古河、住友、藤倉の各電線会社によって行われ､1939年(昭和14年)～1940年(昭和15年)の間に数百万mにおよぶ電線が製造された。この時に在庫された電線は後に開発された磁気探知機の海底ループに流用されたと言われている。
聴測器
聴測器は目標音源方向の測定に使用される装置であり､主に「整相器」、「増幅器」、「沪波器」の3つの装置から構成されており､正面から見て中央に整相器、左側に増幅器、右側に沪波器が配置され､各装置の概要は以下のようになっていた
- 整相器

整相機は遅延送電網により各捕音器に与える遅延量を音波到来方向に応じて適当に管制し､それによって音源の方向を決定する装置で､その構成は遅延量を調整する役割を持ち、捕音器の配置をそのまま縮小して刷子を配列した「刷子群」と、各捕音器から電気信号を遅延送電網に伝達する役割をもち、一平面内に導体片と絶縁体を縞状に交互に組合わせて配置した「導電盤」、導電盤を経て送られてきた信号に遅延量を与える役割を持ち、50個の遅延送電網素子を連鎖状に接続して一纏めとした「連鎖型遅延送電網」からなっていた。装置の正面には遅延量の調整に使われる「測定把輪」と音源方向の判定に使用される目盛板が備えられており､測定把輪を回して導電盤上の刷子群を回転させると､それに連動して目盛板の測定指針も回転する為、各捕音器からの電気信号に適切な遅延量が付与されて受聴音が最大感度となった時に指針を読取れば音源の方向を判定する事ができた。
- 増幅器

捕音器から変成された電気は極めて微弱で、そのまま受聴器に流しても聴測には適さない為、これを増大して聴測に適するようにする装置が増幅器であり､本機の増幅器は「変圧器抵抗結合型三段増幅器」と呼称され、真空管三本使用し、筐体は軽合金製の防湿型筐体で増幅度は95デシベルだった。
- 濾波器

濾波器は変成された電気の中から任意の周波数帯の電流を濾波する装置で、聴測の邪魔になる背景雑音を低減して音源音色の判別を良好にするため等に使用され、本機では高周波用と低周波用の二種類の濾波器が使用された。
- 受聴器

本機の受聴器は日本海軍制式のテー式1號受聴器が使われており、これは無線兵器に附属される物と同一の物で､電気定数は直流抵抗2000オーム×2、インピーダンス10000オーム×2、共振周波数は約1000サイクルとなっていた。

## 配備
本機は1938年(昭和13年)に東京湾口の剣崎に配備されたのを皮切りに1942年(昭和17年)にかけて急速に整備されたが､整備を進めるにつれて本機によって要所の防備を完全にするためには当初考えていたよりも多数の聴音機が必要となる事が分かり､さらに複雑な音響現象に起因する不確実性が終始つきまとい､確実な哨戒が期待できない事が問題となった。このため昭和17年に磁気探知機が完成すると､これと併用される事となり､以後は既装備の物の修理補修のみが行われ､新たな整備は行われなかった。それでも本機は内地および一部外地の湾口､海峡､水道に広く設置され､最終的に1944年(昭和19年)までに80基が整備された。
整備にあたり､当初このような聴音機の設置工事は海軍として未経験であったので､逓信省関係で行ってきた海底電線敷設工事の要領を調査研究し､機帆船などに沈設用艤装を行い実施していたが､朝鮮海峡や津軽海峡など潮流のある僻地での工事が多数発生すると､このような応急的で不完全な装備での工事は不可能となった為､1940年(昭和15年)に専門の敷設艇である「初島」が建造された。同船は九七式水中聴音機4組を搭載して作業できるように､各種測定装置、架台吊下げ用起重機、電纜タンク、電纜巻取装置、電纜揚陸用特殊機動艇を装備していた。この「初島」がまず横須賀鎮守府に配属され､千島、小笠原方面の工事に着手し､その後「釣島」､「大立」、「立石」の3隻が竣工して他の鎮守府に配属された。
導入後の問題
各地の防備衛所に本機が配備されて実用されはじめるにつれて､原因不明の特殊な騒音が発生し､聴音が不可能になる事態が報告され大きな問題になった。この騒音は8月から9月の夜間の一定の時刻に連日発生し、音響が大きく受聴器（ヘッドホン）を机に置いたままでも明瞭に聞こえる程で、音の様子は「遠方の鉄橋を汽車が渡るような音」または「高速で走るディーゼルエンジン船のような音」､「グツグツと物を煮るような音」と言う特徴を持っていた。
最初にこの騒音が発生したのは1940年（昭和15年）の豊後水道の豊後大島衛所で、続いて1941年（昭和16年）に台湾高雄防備衛所、1942年（昭和17年）舞鶴若狭湾、博奕岬・成生岬の両衛所、さらに1943年（昭和18年）には沼津の江浦湾でも確認された。
海軍では1941年（昭和16年）から1944年（昭和19年）まで、騒音が確認された各地に研究員や実験艇等を派遣して調査や実験を行い、最終的に原因は波浪の大小、潮汐、気温、気圧および海水温度とは関係なく､イシモチなどの発音魚による魚鳴音、海流変異、または海水中の上昇流である可能性が最も高いと推定されたものの、確認されるまでには至らず「不知音(しらぬね）」として永久に謎となった。
アメリカ海軍の潜水艦は1944年から45年に掛けて日本の港湾などに侵入した際に､この不知音を隠れ蓑としてしばしば利用していたと言われており、本機にとっては大きな弱点となっていた。
また海底に沈める部分の重量が過大で取扱いに不便が多く､前進基地等で簡単に装備可能な物が要求されるようになった。
| 用途           | 用途            | 用途             | 用途             | 沿岸用                                                 |
| -------------- | --------------- | ---------------- | ---------------- | ------------------------------------------------------ |
| 捕 音 器 配 列 | 捕音器数        | 捕音器数         | 捕音器数         | 13                                                     |
| 捕 音 器 配 列 | 配 列 法        | 配 列 法         | 配 列 法         | 単円                                                   |
| 捕 音 器 配 列 | 配列直径(m)     | 配列直径(m)      | 配列直径(m)      | 3                                                      |
| 捕 音 器 配 列 | 指向性(度)      | 指向性(度)       | 指向性(度)       | 約5                                                    |
| 捕 音 器 配 列 | 副最大値(%)     | 副最大値(%)      | 副最大値(%)      | 約50                                                   |
| 捕 音 器 配 列 | 装備場所        | 装備場所         | 装備場所         | 海底                                                   |
| 捕 音 器       | 型              | 型               | 型               | 可動線輪                                               |
| 捕 音 器       | 振動板直径(mm)  | 振動板直径(mm)   | 振動板直径(mm)   | 145                                                    |
| 捕 音 器       | 重 量(kg)       | 重 量(kg)        | 重 量(kg)        | 18                                                     |
| 捕 音 器       | 感 度(db)       | 感 度(db)        | 感 度(db)        | 35                                                     |
| 捕 音 器       | 周波数範囲(C/B) | 周波数範囲(C/B)  | 周波数範囲(C/B)  | 500~2500                                               |
| 捕 音 器       | 耐爆距離(m)     | 耐爆距離(m)      | 耐爆距離(m)      | 35                                                     |
| 聴 音 装 置    | 整 相 機        | 遅 延 回 路 網   | 制御方式         | 格子状                                                 |
| 聴 音 装 置    | 整 相 機        | 遅 延 回 路 網   | 型               | T                                                      |
| 聴 音 装 置    | 整 相 機        | 遅 延 回 路 網   | 素 子 数         | 50                                                     |
| 聴 音 装 置    | 整 相 機        | 遅 延 回 路 網   | 全遅延量(μ sec)  | 2000                                                   |
| 聴 音 装 置    | 整 相 機        | 遅 延 回 路 網   | L(mH)            | 80                                                     |
| 聴 音 装 置    | 整 相 機        | 遅 延 回 路 網   | C(μ)             | 0.02                                                   |
| 聴 音 装 置    | 整 相 機        | 遅 延 回 路 網   | M(ｍH)           | 6.64                                                   |
| 聴 音 装 置    | 整 相 機        | 遅 延 回 路 網   | Zo(Ω)            | 2000                                                   |
| 聴 音 装 置    | 整 相 機        | 捕音器刷子縮小率 | 捕音器刷子縮小率 | 1/15                                                   |
| 聴 音 装 置    | 整 相 機        | 均整抵抗(hΩ)     | 均整抵抗(hΩ)     | 2~11.5                                                 |
| 聴 音 装 置    | 整 相 機        | 角度通報器       | 角度通報器       | 無し                                                   |
| 聴 音 装 置    | 増 幅 器        | 型 式            | 型 式            | 3段                                                    |
| 聴 音 装 置    | 増 幅 器        | 真空管種類       | 真空管種類       | 606×2 89×1                                             |
| 聴 音 装 置    | 増 幅 器        | 増幅度(db)       | 増幅度(db)       | 95                                                     |
| 聴 音 装 置    | 濾 波 器        | 濾 波 器         | 遮断周波数(C/S)  | (HP)全通 550 700 1200 1500 (LP)全通 900 1400 1700 2000 |
| 聴 音 装 置    | 受聴器数        | 受聴器数         | 受聴器数         | 可動鉄片×4                                             |
| 聴 音 装 置    | 電 源           | 電 源            | 種 別            | DC200V 6V                                              |
| 聴 音 装 置    | 電 源           | 電 源            | 整 流 器         | 二次電池                                               |
| 聴 音 装 置    | 電 源           | 電 源            | 沪 波 器         |                                                        |
| 他 装 置       | 接 続 筐        | 接 続 筐         | 接 続 筐         |                                                        |
| 他 装 置       | 切 断 器        | 切 断 器         | 切 断 器         | 1                                                      |

## 探知性能
探知能力の標準は以下のようになっていたとされるが､海上の状況やその他の影響により著しく左右された。
アメリカ海軍による戦後の報告では､5ノットで航走する潜水艦を約5,000mの距離で探知できたと推定しており、また別の報告では5ノットで航走している大型潜水艦ならば距離1,0000mで探知可能だったが、3ノット未満で航走する小型潜水艦に対する探知距離は1,000mを下回っていたと言われている。
| 聴音方式     | 最大感度方式 | 最大感度方式 | 最大感度方式 | 最大感度方式 |
| 潜水艦速力   | 2kt          | 3kt          | 4kt          | 5kt          |
| 最大可聴距離 | 1,500m       | 2,500m       | 3,500m       | 4,500m       |
| 確実可聴距離 | 1,000m       | 1,500m       | 2,000m       | 2,500m       |
| 不均誤差     | 5度          | 5度          | 5度          | 5度          |